# Фонетична подредба
Фонетичната подредба е една от двете най-използвани клавиатурни подредби за писане на кирилица от български потребители. Латиницата се използва най-често при липса на софтуерна възможност, достатъчно време или знание за конфигуриране на компютрите за въвеждане на символи на кирилица, и в случаите на липса или несъвместимост на кирилица в мобилни телефони, но в действителност най-често се употребява от хора, които просто писането на латиница им е по-удобно или приятно и конкретно в случая с шльокавицата – това е в съчетание на неумението и нежеланието за придобиване на умението за правилно боравене с българския език.

## История
Дълги години в България се ползва „традиционна“ транслитерирана подредба, при която е използвано приблизителното съответствие между буквите на българската кирилица и латинските букви в подредбата QWERTY.
Употребата на фонетика и по-точно шльокавица стартира от периода на технологична невъзможност да се употребява кирилица, а с времето преминава в културна практика и субкултурен феномен.
Фонетичната подредба съществува по няколко причини:
1. Софтуерни:
  - След като в България стават достъпни кореспонденцията с имейл (от 1991 г.) и интернет (от 1992 г.), възникват трудности с писането на кирилица в тази нова електронна среда. Липсват разработени компютърни програми, които да осигурят съответно кодиране на буквените знаци. При комуникация чрез чат, е-поща, SMS съобщения и интернет форуми, които не поддържат кирилица, пишещите намират решение в употребата на шльокавица.
  - Улеснено заучаване позициите на кирилските букви при първоначално познаване на QWERTY клавиатурна подредба.
  - В ранния период на интернет използването на български шрифтове при обмяна на имейли неудобство създава необходимостта от инсталиране на допълнителни програми към стандартния некирилизиран софтуер и заплащането им. Нужно е и двете страни в комуникацията да разполагат с нужните програми, а много българи, живеещи в чужбина, нямат достъп до тях.[3]
2. Хардуерни: Компютри, купени или внесени от чужбина, обикновено притежават клавиатура, на която присъства гравирана само клавиатурната подредба QWERTY или друга клавиатурна подредба, местна за страната, за която първоначално е предвиден компютърът. Липсват означения за кирилски букви. Това се счита за проблем най-вече по отношение на клавиатурите на вносни лаптопи, поради това, че клавиатурите на лаптопите са част от тялото на компютъра, а не са външно периферно устройство както при настолните компютри, въпреки че обикновено може да се сменят.
3. Културни:
  - Веднага след промените 1989 г. разговорната реч прониква активно в медиите и официалната сфера, политическият език е под влиянието на средствата за масова информация, а в литературата широко навлизат стилове, близки до популярната булевардна преса. Промяната с предишното статуквото като отношение към езика, е израз на желано либерализиране. В този контекст навлизането и налагането на латиницата – както в интернет, така и извън него – е част от кризата на езиковата нормативност.
  - Неумението и нежеланието за придобиване на умението за правилно боравене с българския език.
4. Политически: Цялостно преосмисляне на миналото, предприет от българското общество през последните двадесет години и процесът в посока на европейска интеграция, особено динамичен от втората половина на 1990-те години, стимулират обсъждания около темата с какви ценности България ще се присъедини към европейското семейство.
  - Казус е възприемането на кирилицата като асоциирана с комунистическото наследство.
  - Налагане на латиницата като форма за приобщаване с Европа: 1998 г. във вестник „Култура“, Диана Попова, редактор във вестника, изкуствовед, специалист по съвременно българско изобразително изкуство, пише по повод 24 май: „страната вече не е изолирана, говори се за влизане в Европа, а междувременно в езика ни непрекъснато навлизат думи, улесняващи международното общуване. (...) Затова напоследък – с навлизането на компютрите и Интернет в живота ни – все по-приемлива ми се струва идеята за въвеждане и на латинската азбука в България“. Заедно с техническите аргументи авторката въвежда още няколко: Кирил и Методий не са идвали в България, не са създали кирилицата, 24 май е „поредното отчаяно търсене на твърди опори за българската идентичност“, което само отново „регенерира българските комплекси“. Напомня се, че сърбите пишат и на „двете азбуки“, а турците и „славяните в Европа“ – на латиница. В публикации от 2000 г. австрийският българист проф. Ото Кронщайнер (впоследствие носител на орден „Стара планина“ – I степен) лансира идеята, че „когато България бъде приета в Европейския съюз, би следвало да се помисли и за паралелен правопис на латиница, защото кирилицата създава много затруднения в културните ви контакти“ с аргументи като: „азбуката играе голяма роля в политиката“, „в Европа кирилицата има лошо име“, „мнозина мислят, че това е комунистически шрифт и че българите всъщност са руснаци“ и символ за разединение е това, че „за западноевропейците кирилските букви са нещо безкрайно чуждо“.[4]
  - Въпросът синхронизира с модерните през последните години нови етногенетични разследвания, чиято цел е да покажат, че българите не са славяни и езикът им не е славянски.[5] „Славянизацията“ се интерпретира като част от имперските проекти на Русия през 19 и 20 в.
  - Кирилицата може да бъде тълкувана като атрибут на българския национализъм, идеологизирана в тоталитарен контекст, и съответно подлежаща на отмяна.

Тези фактори в налагането на латиница при изписване на българска реч се считат за проблем касаещ националната идентичност. Ако кирилицата като трета азбука в ЕС е повод за национална гордост, то тенденциите при употреба на фонетика подкрепят едно евентуалното официално въвеждане на латиницата в България.

## Проект за стандарт прБДС 5237:2006 (нова фонетична подредба, подредба за устройства с малко клавиши, и променена БДС 5237:1978)
През 2006 г. Димитър Скордев от Факултета по математика и информатика при Софийския университет и Димитър Добрев от Институт по математика и информатика при Българската академия на науките предлагат проект за нова фонетична клавиатурна подредба, основана на широко ползваната дотогава клавиатурна подредба, но с някои промени. Предложението е включено в проекта за национален стандарт прБДС 5237:2006 „Клавиатурни подредби на устройства за писане на български език“.